# Kuwait en los Juegos Olímpicos de París 2024
Kuwait estuvo representado en los Juegos Olímpicos de París 2024 por nueve deportistas, cinco hombres y cuatro mujeres, que compitieron en seis deportes.
Los portadores de la bandera en la ceremonia de apertura fueron el esgrimidor Yusef Al-Shamlan y la remera Suad Al-Facán. El equipo olímpico kuwaití no obtuvo ninguna medalla en estos Juegos.